# Цицибір-Малий
Цицибір Малий (Ціцібор, пол. Cicibór Mały) — село в Польщі, у гміні Біла Підляська Більського повіту Люблінського воєводства. Населення — 139 осіб (2011).

## Історія
За даними етнографічної експедиції 1869—1870 років під керівництвом Павла Чубинського, у селі переважно проживали греко-католики, які розмовляли українською мовою.
У 1975—1998 роках село належало до Білопідляського воєводства.

## Населення
Демографічна структура станом на 31 березня 2011 року:
|          | Загалом | Допрацездатний вік | Працездатний вік | Постпрацездатний вік |
| -------- | ------- | ------------------ | ---------------- | -------------------- |
| Чоловіки | 70      | 17                 | 42               | 11                   |
| Жінки    | 69      | 20                 | 34               | 15                   |
| Разом    | 139     | 37                 | 76               | 26                   |